# Lista de governadores de Oklahoma
O governador de Oklahoma é o chefe do poder executivo do estado norte-americano de Oklahoma e comandante das forças armadas do estado. O governador deve fazer cumprir as leis do estado e aprovar ou vetar projetos formulados pela Assembleia Geral de Oklahoma. O Território de Oklahoma foi criado em 1890, e o estado foi admitido à União em 16 de novembro de 1907.
O atual governador é o republicano Kevin Stitt, no cargo desde 14 de janeiro de 2019.

## Lista de Governadores

### Governadores do Território de Oklahoma
| Nº | Governador               | Imagem | Inicio de mandato | Fim de mandato |
| -- | ------------------------ | ------ | ----------------- | -------------- |
| 1  | George Washington Steele |        | 1890              | 1891           |
| *  | Robert Martin            |        | 1891              | 1892           |
| 2  | Abraham Jefferson Seay   |        | 1892              | 1893           |
| 3  | William Cary Renfrow     |        | 1893              | 1897           |
| 4  | Cassius McDonald Barnes  |        | 1897              | 1901           |
| 5  | William Miller Jenkins   |        | 1901              | 1901           |
| *  | William C. Grimes        |        | 1901              | 1901           |
| 6  | Thompson Benton Ferguson |        | 1901              | 1906           |
| 7  | Thompson Benton Ferguson |        | 1906              | 1907           |

### Governadores do Estado de Oklahoma
| Nº  | Governador            | Inicio do mandato      | Fim do mandato         | Partido     |
| --- | --------------------- | ---------------------- | ---------------------- | ----------- |
| 1.  | Charles N. Haskell    | 16 de novembro de 1907 | 09 de Janeiro de 1911  | Democrata   |
| 2.  | Lee Cruce             | 09 de Janeiro de 1911  | 11 de Janeiro de 1915  | Democrata   |
| 3.  | R. L. Williams        | 11 de Janeiro de 1915  | 13 de Janeiro de 1919  | Democrata   |
| 4.  | James B. A. Robertson | 13 de janeiro de 1919  | 08 de Janeiro de 1923  | Democrata   |
| 5.  | Jack C. Walton        | 08 de janeiro de 1923  | 19 de Novembro de 1923 | Democrata   |
| 6.  | Martin E. Trapp       | 19 de Novembro de 1923 | 10 de Janeiro de 1927  | Democrata   |
| 7.  | Henry S. Johnston     | 10 de Janeiro de 1927  | 20 de Março de 1929    | Democrata   |
| 8.  | William J. Holloway   | 20 de Março de 1929    | 01 de Janeiro de 1931  | Democrata   |
| 9.  | William H. Murray     | 01 de Janeiro de 1931  | 14 de Janeiro de 1935  | Democrata   |
| 10. | Ernest W. Marland     | 14 de Janeiro de 1935  | 09 de janeiro de 1939  | Democrata   |
| 11. | Leon C. Phillips      | 09 de Janeiro de 1939  | 11 de Janeiro de 1943  | Democrata   |
| 12. | Robert S. Kerr        | 11 de Janeiro de 1943  | 13 de Janeiro de 1947  | Democrata   |
| 13. | Roy J. Turner         | 13 de Janeiro de 1947  | 08 de Janeiro de 1951  | Democrata   |
| 14. | Johnston Murray       | 08 de Janeiro de 1951  | 10 de Janeiro de 1955  | Democrata   |
| 15. | Raymond D. Gary       | 10 de Janeiro de 1955  | 12 de Janeiro de 1959  | Democrata   |
| 16. | J. Howard Edmondson   | 12 de Janeiro de 1959  | 06 de Janeiro de 1963  | Democrata   |
| 17. | George Nigh           | 06 de Janeiro de 1963  | 14 de Janeiro de 1963  | Democrata   |
| 18. | Henry Bellmon         | 14 de Janeiro de 1963  | 09 de Janeiro de 1967  | Republicano |
| 19. | Dewey F. Bartlett     | 09 de Janeiro de 1967  | 11 de Janeiro de 1971  | Republicano |
| 20. | David Hall            | 11 de Janeiro de 1971  | 13 de Janeiro de 1975  | Democrata   |
| 21. | David L. Boren        | 13 de Janeiro de 1975  | 08 de Janeiro de 1979  | Democrata   |
| 22. | George Nigh           | 08 de Janeiro de 1979  | 12 de Janeiro de 1987  | Democrata   |
| 23. | Henry Bellmon         | 12 de Janeiro de 1987  | 14 de Janeiro de 1991  | Republicano |
| 24. | David Walters         | 14 de Janeiro de 1991  | 09 de Janeiro de 1995  | Democrata   |
| 25. | Frank Keating         | 09 de Janeiro de 1995  | 13 de Janeiro de 2003  | Republicano |
| 26. | Brad Henry            | 13 de Janeiro de 2003  | 10 de Janeiro de 2011  | Democrata   |
| 27. | Mary Fallin           | 10 de Janeiro de 2011  | 14 de janeiro de 2019  | Republicano |
| 28. | Kevin Stitt           | 14 de janeiro de 2019  | Em Exercício           | Republicano |